# 涵村店铺
涵村店铺，位于苏州市吴中区金庭镇堂里村东南的涵村，铺面临街而筑，保持着明代装修式样。2002年10月22日列入第五批江苏省文物保护单位.